# Šmidovský potok
Šmidovský potok – potok, lewy dopływ Jakubianki na Słowacji. Jest ciekiem 5 rzędu. Wypływa  na wysokości około 970 m na północnych zboczach grzbietu łączącego Predné hory (1062 m) i Javorinkę (1166 m). Spływa między grzbietem Javorinki i Borsučinkami w kierunku wschodnim. Przepływa przez zabudowany rejon miejscowości Jakubany i na wysokości około 590 m uchodzi do Jakubianki.
Šmidovský potok, mimo że niewielki, przepływa przez dwa regiony geograficzne. Większa część jego zlewni znajduje się w Górach Lewockich, ale dolna część to równinny obszar Šarišu (podregion Jakubianska brázda). Tylko najwyższa część koryta potoku znajduje się w porośniętych lasem stokach gór, większa część to tereny pół uprawnych, a rejon wylotu to obszar zabudowany.